# La Grange (Kalifornia)
La Grange önkormányzat nélküli település az USA Kalifornia államában, Stanislaus megyében. Lakosainak száma 166 fő (2020. április 1.).

## Népesség
| 2020 | 166 |